# Igreja de São Nicolau da Ilha de Lipno

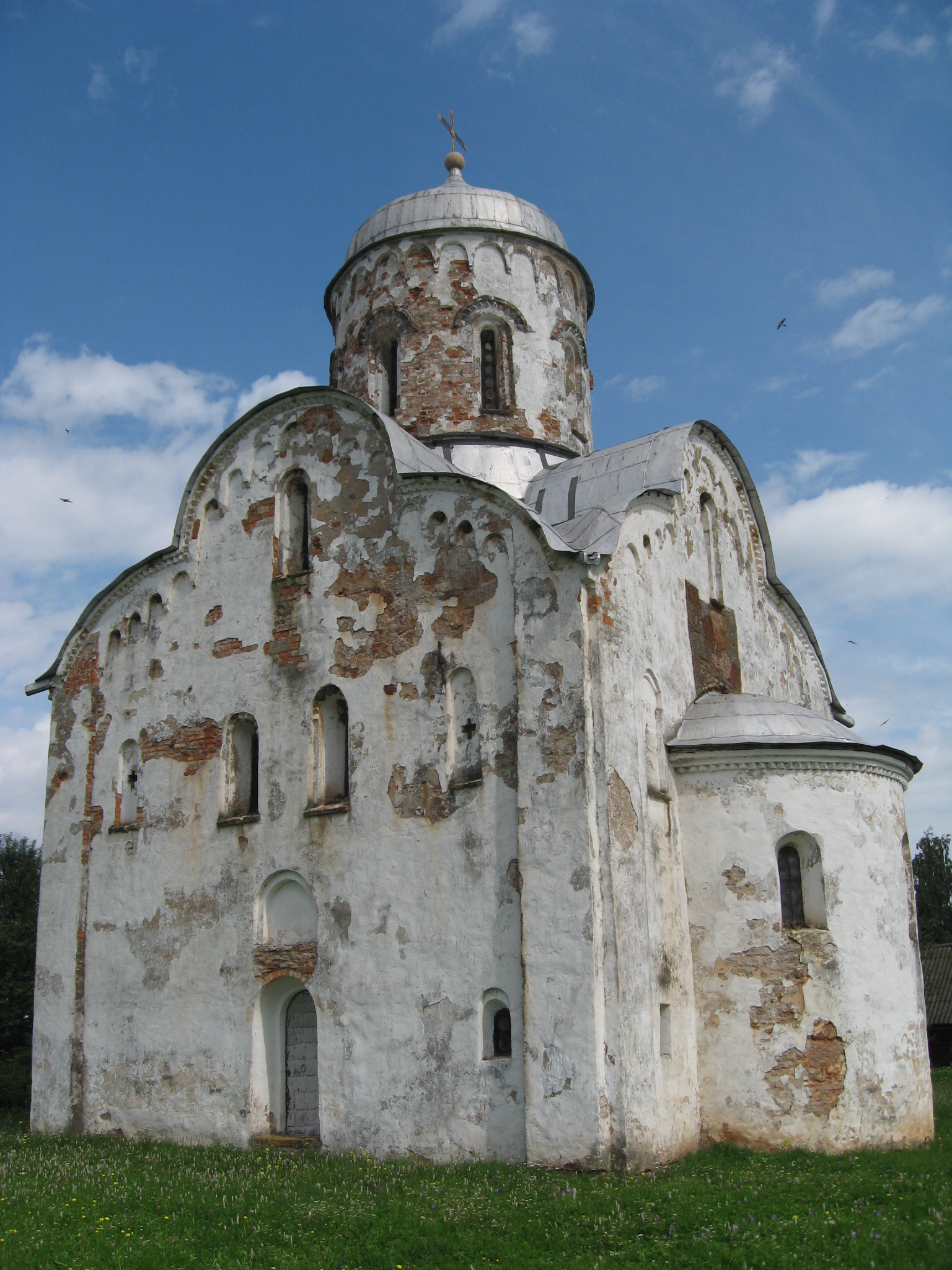
Igreja de São Nicolau (Ilha de Lipno)

A Igreja de São Nicolau (em russo: Nikola na Lipne church) na Ilha de Lipno é uma igreja ortodoxa russa, um exemplo da arquitetura de pedra de Novgorod do final do século XIII. Ela está localizada numa pequena ilha no delta do rio Lipno Msta, 9 km ao sul de Veliky Novgorod. O altar-mor foi consagrado em nome de São Nicolau . Faz parte dos Monumentos Históricos de Novgorod e arredores, parte de um Património Mundial inscrito em 1992.